# Konuvere
Konuvere – wieś w Estonii, prowincji Rapla, w gminie Märjamaa.